# ایستگاه تحقیقات کشاورزی مغان
ایستگاه تحقیقات کشاورزی مغان یک روستا در ایران است که در استان اردبیل واقع شده‌است. ایستگاه تحقیقات کشاورزی مغان ۱۳۹ نفر جمعیت دارد.